# El Mehdi Karnas
El Mehdi Karnas (in arabo المهدي قرناس‎?; 12 marzo 1990) è un calciatore marocchino, centrocampista del Renaissance Zemamra.

## Caratteristiche tecniche
Può essere utilizzato da centrocampista o da ala.

## Carriera

### Club

#### Difaâ El Jadida
Karnas ha debuttato per il Difaâ El Jadida nel corso del campionato 2009-2010. È rimasto in squadra per cinque stagioni, diventando anche capitano. Con questa maglia, ha vinto anche la Coupe du Trône 2012-2013, grazie al successo sul Raja Casablanca.

#### Aalesund
Il 13 maggio 2014, i norvegesi dell'Aalesund hanno comunicato ufficialmente l'ingaggio del centrocampista marocchino. Il giocatore si sarebbe unito alla nuova squadra nella seconda metà di giugno, legandosi al nuovo club con un contratto valido per i successivi tre anni e mezzo. Karnas, in scadenza di contratto con il Difaâ El Jadida, ha potuto essere schierato in campo a partire dal 15 luglio, data di riapertura della finestra di trasferimento in Norvegia. Ha scelto la maglia numero 24. Ha esordito nell'Eliteserien in data 22 luglio, schierato titolare nella sconfitta per 3-2 sul campo del Sarpsborg 08.

#### FAR Rabat
Il 12 gennaio 2015 ha ufficialmente lasciato l'Aalesund per tornare in Marocco, precisamente al FAR Rabat.

## Palmarès

### Club

#### Competizioni nazionali
- Coppa del Marocco: 1

Difaâ El Jadida: 2012-2013